# Routot
Routot est une commune française située dans le département de l'Eure, en région Normandie.

## Géographie

### Localisation
Routot est une commune du Nord-Ouest du département de l'Eure située au sein du parc naturel régional des Boucles de la Seine normande. Elle appartient à la région naturelle du Roumois.
Jusqu'en 2015, elle était le chef-lieu du canton de Routot.
| La Haye-Aubrée | La Haye-de-Routot |          |
| La Haye-Aubrée | Routot            | Hauville |
| Éturqueraye    | Rougemontiers     |          |

### Hydrographie
La commune est située dans le bassin Seine-Normandie. Elle n'est drainée par aucun cours d'eau,.

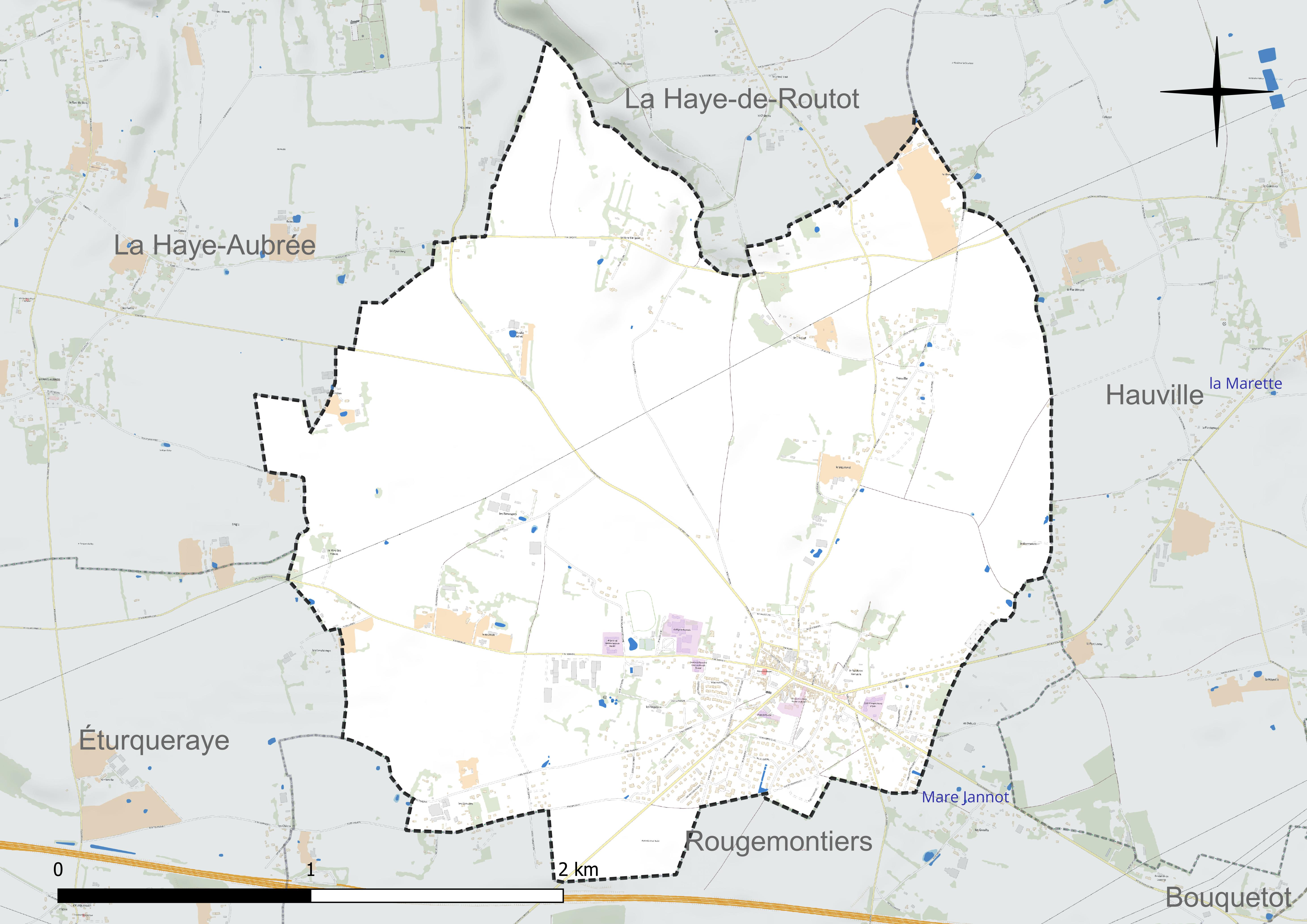
Réseau hydrographique de Routot.

### Climat
Pour des articles plus généraux, voir Climat de la Normandie et Climat de l'Eure.
En 2010, le climat de la commune est de type climat océanique altéré, selon une étude du CNRS s'appuyant sur une série de données couvrant la période 1971-2000. En 2020, Météo-France publie une typologie des climats de la France métropolitaine dans laquelle la commune est exposée à un climat océanique et est dans la région climatique  Côtes de la Manche orientale, caractérisée par un faible ensoleillement (1 550 h/an) ; forte humidité de l’air (plus de 20 h/jour avec humidité relative > 80 % en hiver), vents forts fréquents. Parallèlement le GIEC normand, un groupe régional d’experts sur le climat, différencie quant à lui, dans une étude de 2020, trois grands types de climats pour la région Normandie, nuancés à une échelle plus fine par les facteurs géographiques locaux. La commune est, selon ce zonage, exposée à un « climat contrasté des collines », correspondant au Pays d’Auge, Lieuvin et Roumois, moins directement soumis aux flux océaniques et connaissant toutefois des précipitations assez marquées en raison des reliefs collinaires qui favorisent leur formation.
Pour la période 1971-2000, la température annuelle moyenne est de 10,1 °C, avec  une amplitude thermique annuelle de 13,5 °C. Le cumul annuel moyen de précipitations est de 865 mm, avec 13,3 jours de précipitations en janvier et 8,7 jours en juillet. Pour la période 1991-2020, la température moyenne annuelle observée sur la station météorologique la plus proche, située sur la commune de Jumièges à 9 km à vol d'oiseau, est de 12,2 °C et le cumul annuel moyen de précipitations est de 843,5 mm,. Pour l'avenir, les paramètres climatiques de la commune estimés pour 2050 selon différents scénarios d’émission de gaz à effet de serre sont consultables sur un site dédié publié par Météo-France en novembre 2022.

### Milieux naturels et biodiversité
La commune fait partie du parc naturel régional des Boucles de la Seine normande.

## Urbanisme

### Typologie
Au 1er janvier 2024, Routot est catégorisée bourg rural, selon la nouvelle grille communale de densité à 7 niveaux définie par l'Insee en 2022.
Elle appartient à l'unité urbaine de Routot, une agglomération intra-départementale dont elle est ville-centre,. Par ailleurs la commune fait partie de l'aire d'attraction de Rouen, dont elle est une commune de la couronne,. Cette aire, qui regroupe 317 communes, est catégorisée dans les aires de 200 000 à moins de 700 000 habitants,.

### Occupation des sols
L'occupation des sols de la commune, telle qu'elle ressort de la base de données européenne d’occupation biophysique des sols Corine Land Cover (CLC), est marquée par l'importance des territoires agricoles (82,6 % en 2018), en diminution par rapport à 1990 (92,7 %). La répartition détaillée en 2018 est la suivante : 
terres arables (61,1 %), zones urbanisées (17,4 %), prairies (12,2 %), zones agricoles hétérogènes (9,4 %). L'évolution de l’occupation des sols de la commune et de ses infrastructures peut être observée sur les différentes représentations cartographiques du territoire : la carte de Cassini (XVIIIe siècle), la carte d'état-major (1820-1866) et les cartes ou photos aériennes de l'IGN pour la période actuelle (1950 à aujourd'hui).

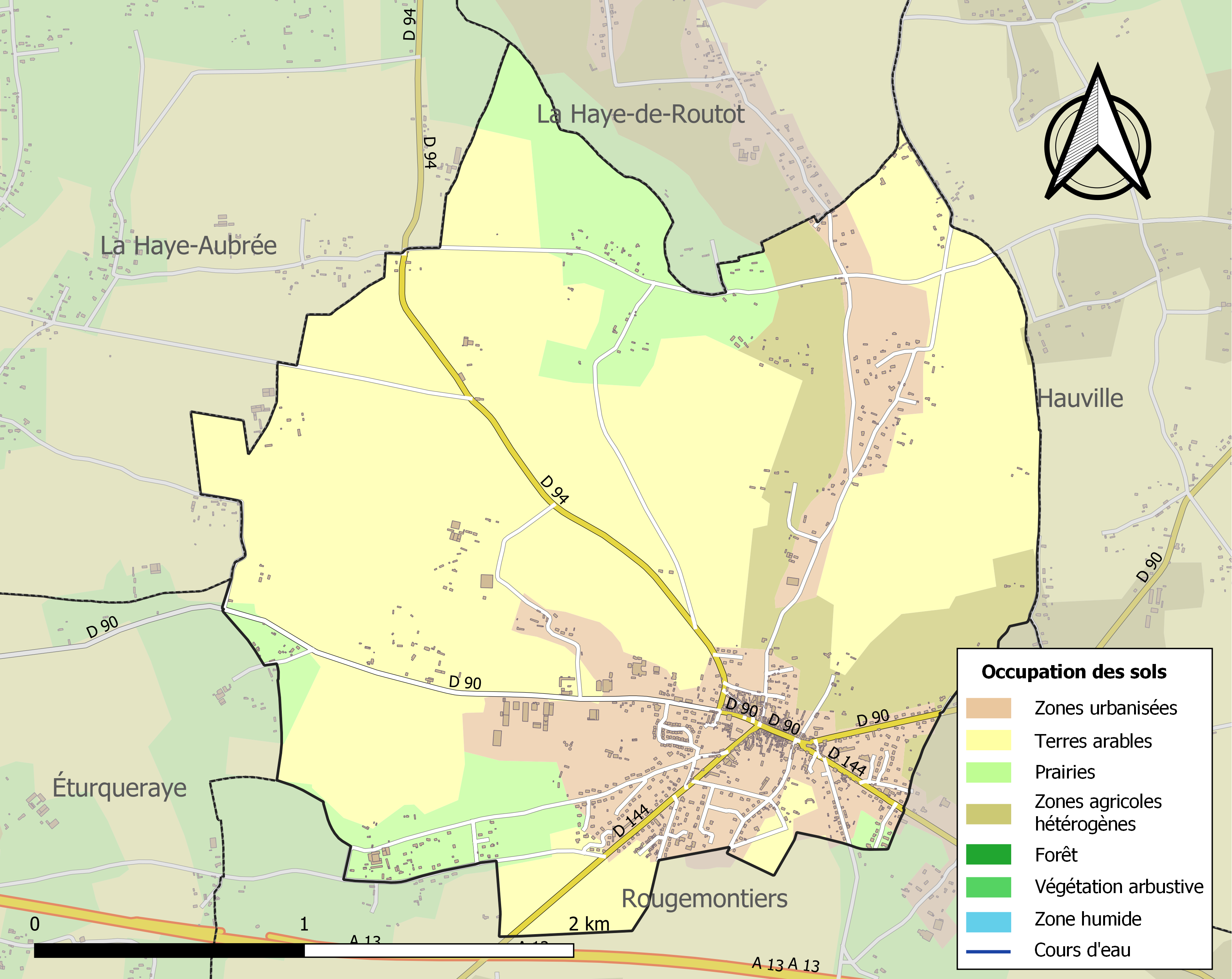
Carte des infrastructures et de l'occupation des sols de la commune en 2018 (CLC).

## Toponymie
Le nom de la localité est attesté sous la forme Rouetot en 1180 et 1201 (p. d'Eudes Rigaud), Rouvetot (p. de Raoul Roussel), Rouetot en 1321 (arrêt de l’Échiquier), Rovetot en 1417 (rotuli Normanniæ), Sainct-Ouen de Routot en 1513 (aveu de Guill. le Bienvenu), Rotot en 1597 (Henri de Bourbon-Montpensier, État des bourgs où seront faits les rolles et establies les étapes du régiment de Boniface) et Routot-en-Roumois en 1782 (Dict. des postes).
Il s'agit d'une formation toponymique médiévale en -tot, appellatif issu du vieux norrois topt, toft « emplacement, maison, ferme » ou « village », devenu -toft en Grande-Bretagne et au Danemark.
Le premier élément Rou- représente peut-être le nom de personne germanique Rodulfus / Radulfus (comprendre Rodulf / Radulf), jadis fréquent en Normandie.
Remarque : Étant donné son association avec -tot, il est plus probable que Rou- représente le nom de personne norrois Hróðólfr / HróðulfR > Hrólfr (cf. Rollon) équivalent au nom issu du germanique continental, d'autant plus qu'aucune forme ancienne ne vient corroborer la présence d'un [d] à l'intervocalique.
Voir La Haye-de-Routot et Routot (Seine-Maritime, Rodulftot 1035)

## Histoire
Pendant les guerres de Religion, Routot embrassa le protestantisme qui se répandit ensuite dans les paroisses voisines.
Routot est réputée pour son marché aux bestiaux depuis le XIVe siècle et sa spécialité de fabrication de toiles de lin au XVIIIe siècle.[réf. nécessaire]

## Politique et administration
| Période                                  | Période  | Identité           | Étiquette             | Qualité                     |
| ---------------------------------------- | -------- | ------------------ | --------------------- | --------------------------- |
| Les données manquantes sont à compléter. |          |                    |                       |                             |
| 1912                                     |          | Eugène Godalier    |                       |                             |
| 1919                                     | 1944     | Charles Collignon  |                       | Médecin                     |
| 1944                                     | 1945     | Louis Groult       |                       |                             |
| 1945                                     | 1971     | Guy De Milleville  | UDI                   | Notaire                     |
| 1971                                     | 1989     | Amédée Henry       | Mouvement réformateur | Ingénieur,Chef d'entreprise |
| 1989                                     | 2020     | Bernard Vincent    | UDI                   | Médecin                     |
| 2020                                     | en cours | Marie-Jean Douyere |                       | Directeur Agence bancaire   |

## Démographie
L'évolution du nombre d'habitants est connue à travers les recensements de la population effectués dans la commune depuis 1793. Pour les communes de moins de 10 000 habitants, une enquête de recensement portant sur toute la population est réalisée tous les cinq ans, les populations de référence des années intermédiaires étant quant à elles estimées par interpolation ou extrapolation. Pour la commune, le premier recensement exhaustif entrant dans le cadre du nouveau dispositif a été réalisé en 2007.

En 2022, la commune comptait 1 659 habitants, en évolution de +5,74 % par rapport à 2016 (Eure : −0,25 %, France hors Mayotte : +2,11 %).
| 1793  | 1800  | 1806  | 1821  | 1831  | 1836  | 1841  | 1846  | 1851  |
| ----- | ----- | ----- | ----- | ----- | ----- | ----- | ----- | ----- |
| 1 074 | 1 189 | 1 253 | 1 161 | 1 199 | 1 077 | 1 101 | 1 099 | 1 140 |

| 1856  | 1861 | 1866 | 1872 | 1876 | 1881 | 1886 | 1891 | 1896 |
| ----- | ---- | ---- | ---- | ---- | ---- | ---- | ---- | ---- |
| 1 042 | 968  | 964  | 904  | 900  | 862  | 890  | 879  | 862  |

| 1901 | 1906 | 1911 | 1921 | 1926 | 1931 | 1936 | 1946 | 1954 |
| ---- | ---- | ---- | ---- | ---- | ---- | ---- | ---- | ---- |
| 781  | 783  | 752  | 737  | 735  | 691  | 686  | 728  | 730  |

| 1962 | 1968 | 1975 | 1982  | 1990  | 1999  | 2006  | 2007  | 2012  |
| ---- | ---- | ---- | ----- | ----- | ----- | ----- | ----- | ----- |
| 826  | 882  | 988  | 1 079 | 1 043 | 1 115 | 1 314 | 1 340 | 1 434 |

| 2017  | 2022  | - | - | - | - | - | - | - |
| ----- | ----- | - | - | - | - | - | - | - |
| 1 600 | 1 659 | - | - | - | - | - | - | - |

## Culture locale et patrimoine

### Lieux et monuments

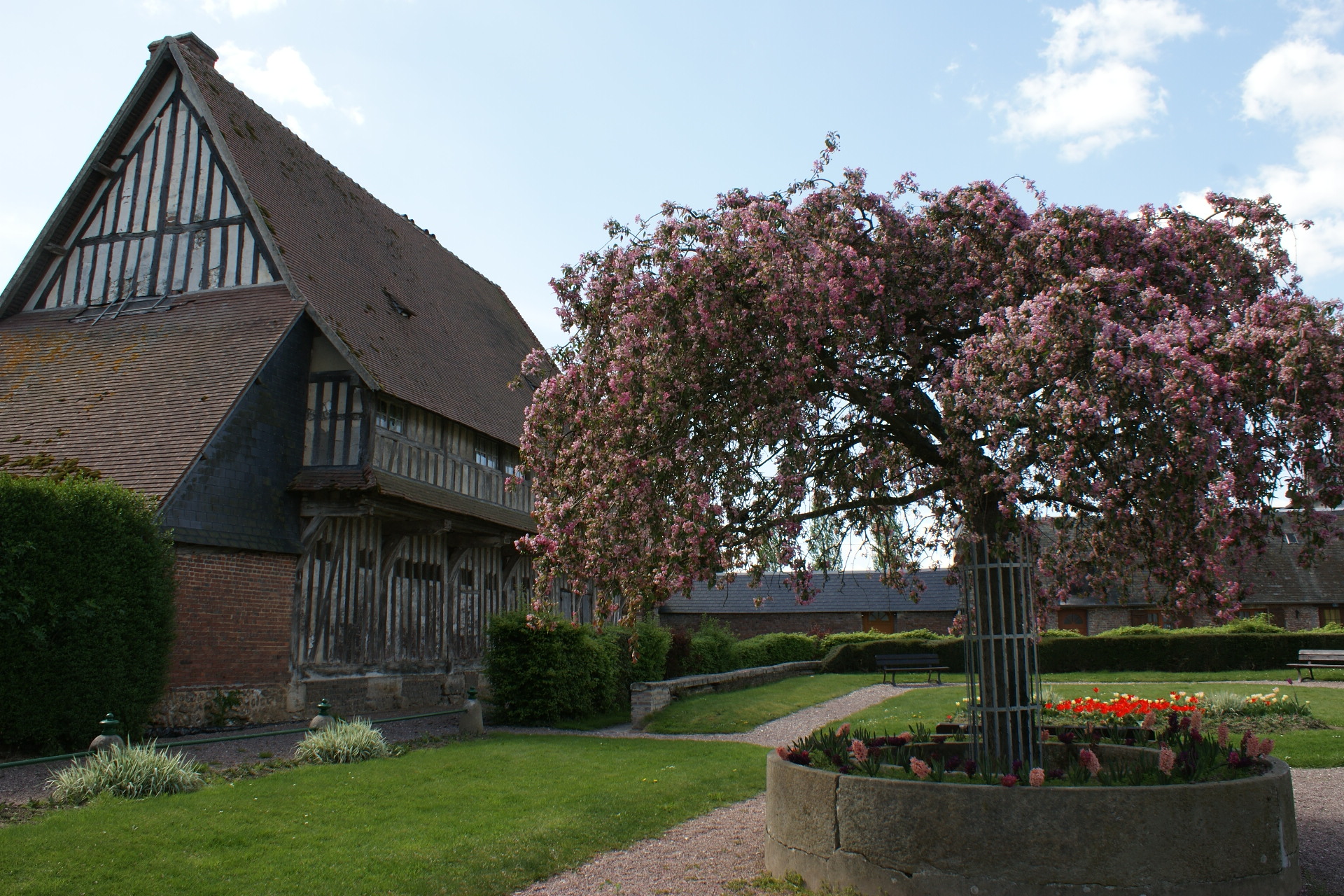
L'ancien manoir de Prémare.

La commune de Routot compte deux édifices inscrits et classés au titre des monuments historiques :
- l'église Saint-Ouen (XIIe, XVe et XIXe),  Classé MH (1910)[24]. L'édifice a été construit entre 1125 et 1175 environ. Les deux travées occidentales de la nef ainsi que la baie du chevet datent du XVe siècle. Au XIXe siècle, la chapelle nord a été édifiée et la façade occidentale remaniée[25]. Le classement au titre des monuments historiques concerne le clocher ;
- l'ancien manoir de Prémare (XVIe),  Inscrit MH (1928)[26].

Par ailleurs, plusieurs autres édifices sont inscrits à l'inventaire général du patrimoine culturel :
- le presbytère (XVIIIe et XIXe)[27] ;
- un château des XVIIe, XVIIIe et XIXe siècles au lieu-dit le Roumois[28] ;
- trois manoirs : le premier du XVIe siècle[29], le deuxième du XVIIIe siècle situé au lieu-dit Croix-Coq[30] et le troisième du XVIIIe siècle situé au lieu-dit Trouville[31] ;
- une croix de cimetière du XVIIe siècle[32] ;
- deux maisons : l'une du XVIe siècle[33] et l'autre du XIXe siècle[34] ;
- deux fermes : une du XVIIe siècle au lieu-dit les Tasseaux[35] et l'autre des XVIIIe et XIXe siècles au lieu-dit les Carrières[36].

### Autres lieux et monuments
- Maison du lin, musée ayant ouvert en 1992.

### Héraldique
| Armes de Routot | Ces armes peuvent se blasonner ainsi aujourd’hui : de sable au chevron abaissé d'argent, accompagne en chef d'une étoile du même, flanquée de deux épis d'or, et en pointe d'un boisseau du même. |